# Бархан (округ)
Бархан (урду ‎и белудж. ضلع بارخان, англ. Barkhan District) — один из 30 округов пакистанской провинции Белуджистан. Административный центр — город Бархан.

## География
Площадь округа — 3514 км². На севере граничит с округом Мусахель, на востоке — с округом Дера-Гази-Хан, на юге — с округами Кохлу и Дера-Бугти, на западе — с округом Лоралай.

## Административно-территориальное деление
Округ делится на один техсил — Бархан и 8 союзных советов.

## Население
По данным переписи 1998 года, население округа составляло 103 545 человек, из которых мужчины составляли 52,50 %, женщины — соответственно 47,50 %. На 1998 год уровень грамотности населения (от 10 лет и старше) составлял 15,7 %. Средняя плотность населения — 29,5 чел./км².